# Living Forest
Living Forest ist ein Lege- und Kartenspiel des Spieleautors Aske Christiansen, das 2021 bei dem französischen Spieleverlag Ludonaute sowie im selben Jahr international bei verschiedenen weiteren Verlagen erschien. In Deutschland wurde es 2022 von Pegasus Spiele veröffentlicht. Bei dem Spiel handelt es sich um ein thematisch in einem mystischen Wald angesiedeltes Legespiel mit Elementen eines Deck-Building-Kartenspiels, bei dem die Mitspieler über das Sammeln von gelöschten Flammen, angepflanzten Bäumen oder heiligen Blumen gewinnen können.
Das Spiel gewann 2022 den As d’Or – Jeu de l’Année Prix in der Kategorie (Insider/Initié) und wurde Kennerspiel des Jahres 2022. Bei der Wahl zum Deutschen Spielepreis landete es auf den vierten Platz.

## Hintergrund und Spielmaterial
Living Forest ist ein Spiel mit Elementen eines Lege- und eines Deck-Building-Kartenspiels, bei dem die Spieler in der Rolle von Naturgeistern versuchen, durch das Löschen von Flammen, das Anpflanzen von Bäumen oder das Sammeln von Heiligen Blumen zu gewinnen. Wer zuerst 12 Elemente einer dieser Kategorien gesammelt hat, gewinnt das Spiel. Das Spielmaterial besteht neben der Spielanleitung aus:
- 130 Spielkarten, davon
  - 56 Startkarten in vier Spielersets,
  - 51 Tierkarten aus drei Stufen,
  - 23 Feuerwaran-Karten,
- vier Spielfiguren,
- vier Startbäumen,
- vier Waldspielplänen,
- 12 Bonusplättchen, je drei pro Naturgeist,
- 39 Baum-Plättchen in zwei Baumhaltern,
- einem Steinkreis-Spielplan,
- einem Tier-Spielplan,
- einem Feuerwaran-Spielplan,
- einem geweihten Baum als Startspielermarke,
- 58 Flammen-Plättchen und
- 20 Magierfragmenten.

## Spielweise

### Spielvorbereitung
Vor dem Spiel wählt jeder Spieler eine Spielerfarbe und den dazugehörigen Naturgeist. Dazu bekommt er je die passenden Waldspielpläne, Startbäume, Spielfiguren, Bonusplättchen und Startkarten-Sets. Jeder Spieler legt seinen Waldspielplan vor sich aus, darauf legt er mittig seinen Startbaum. Die Startkartensets werden gemischt und als Nachziehstapel an den Waldspielplan angelegt und die je drei Bonusplättchen kommen daneben.
Der Steinkreis-Spielplan kommt in die Tischmitte, abhängig von der Spieleranzahl werden die Spielfiguren sowie eine 2er-Flamme darauf platziert. Auf den Feuerwaran-Spielplan werden die Feuerwaran-Karten und die Magie-Fragmente abgelegt. Als dritter Spielplan wird der Tier-Spielplan ausgelegt und die nach Stufen (weiß, gelb, rot) sortierten und gemischten Tierkarten werden darauf als Nachziehstapel platziert. Die jeweils obersten drei Karten jeder Stufe werden aufgedeckt und offen ausgelegt. Zudem werden die beiden Baumhalter mit den Baum-Plättchen in die Tischmitte gestellt und die Flammen-Plättchen ausgelegt.

### Spielregeln
Zu Beginn des Spiels wird ein Startspieler ausgewählt, der den Lebensbaum als Marker erhält. Abhängig von der Spielerreihenfolge werden nun die Spielfiguren auf dem Steinkreis-Spielplan aufgestellt. Das Spiel wird nun in drei Phasen gespielt, einer Tierphase, einer Aktionsphase und dem Rundenende. In der Tierphase nehmen alle Spieler gleichzeitig ihren Tierkartenstapel und decken nach und nach Tierkarten auf. Nach jeder Karte können sie überlegen, eine weitere Karte zu legen oder mit dem Aufdecken aufhören. Sie müssen aufhören, wenn sie die dritte Tierkarte mit einer Einzelgänger-Markierung aufdecken, können aber jederzeit vorher aufhören, um eine zusätzliche Aktion in der Aktionsphase durchzuführen. Im Verlauf des Spiels kaufen sich die Spieler weitere Karten oder bekommen Feuerwaran-Karten, die zum Startdeck hinzugefügt werden. Karten mit einem Geselligkeitssymbol neutralisieren je ein Einzelgängersymbol. Mit Hilfe von Magiefragmenten können die Spieler zudem entweder eine aufgedeckte Feuerwaran-Karte aus ihrem Deck entfernen oder eine andere beliebige Karte nach Aufdecken in ihren persönlichen Ablagestapel legen.
Sobald alle Spieler ihr Auslage beendet haben, beginnt die Aktionsphase. Hierfür spielen die Spieler beginnend mit dem Startspieler im Uhrzeigersinn und nutzen die Elementsymbole auf den von ihnen ausgelegten Karten sowie im weiteren Verlauf auch die Bonus-Symbole auf ausgelegten Baumkarten für ihre Aktionen. Wenn ein Spieler weniger als drei Einzelgänger in seiner Auslage hat, darf er in dieser Phase zwei unterschiedliche Aktionen durchführen, hat er drei Einzelgänge, hat er nur eine Aktion. Sie entscheiden sich entsprechend für ihre Aktionen und addieren die entsprechenden Symbole der Karten und Bäume. Sie können zwischen den folgenden Aktionen wählen:
- Magiefragment nehmen: Um ein Magiefragment zu nehmen, sind keine Symbole notwendig. Magiefragmente können später genutzt werden, um während der Tierphase Feuerwarane zu verbannen oder andere Tiere abzulegen.
- Neue Tierarten anlocken: Mit Hilfe der Sonnensymbole können Tierkarten aus der offenen Auslage aufgenommen werden. Dafür muss der Spieler mindestens die Anzahl von Symbolen haben, die auf der entsprechenden Karte abgebildet ist, und er darf auch mehrere Tiere im Gesamtwert seiner Symbole nehmen. Die angelockten Tiere werden oben auf den persönlichen Nachziehstapel gelegt.
- Brände löschen: Mit Hilfe der Wassersymbole können Brände auf dem Steinkreis-Spielplan gelöscht werden. Dafür muss der Spieler mindestens die Anzahl von Symbolen haben, die auf den ausliegenden Flammen abgebildet ist. Er bekommt die gelöschten Flammen und legt sie vor sich ab. Das Sammeln von 12 Flammen-Plättchen ist eine der drei möglichen Siegoptionen.
- Auf dem Steinkreis bewegen: Mit Hilfe der Steinkreissymbole bewegt der Spieler seine Spielfigur auf dem Steinkreis vorwärts. Überspringt er dabei andere Spielfiguren, darf er von diesen je ein Bonusplättchen nehmen. Abhängig davon, auf welchem Feld seine Figur landet, kann er zudem entweder eine zusätzliche Aktion ausführen oder ein Magierfragment nehmen.
- Bäume pflanzen: Mit Hilfe der Pflanzensymbole kann der Spieler pro Baumaktion einen Baum auf seinem Waldspielplan pflanzen. Er muss dafür mindestens die auf dem Baumplättchen angegebene Anzahl von Symbolen haben. Angepflanzte Bäume bringen zusätzliche Boni für das Spiel, zudem können durch die Platzierung auf einem Bonusfeld weitere Aktionen ausgelöst werden und durch die Vervollständigung von horizontalen und vertikalen Reihen weitere Boni erlangt werden. Das Sammeln von 12 verschiedenen Bäumen ist eine der drei möglichen Siegoptionen.

Das Symbol der Heiligen Blume wird nicht für Aktionen verwendet. Das Sammeln von 12 Heiligen Blumen in der Tierauslage und der Baumauslage ist allerdings eine der drei möglichen Siegoptionen.
Nachdem alle Spieler ihre Aktionen durchgeführt haben, endet die Runde und die nächste Runde wird vorbereitet. Dabei wird zuerst überprüft, ob noch Flammen auf dem Steinkreis-Spielplan liegen. Ist dies der Fall, müssen alle Spieler anhand ihrer Wasser-Symbole nachweisen, dass sie in der Lage wären, die verbliebenen Flammen zu löschen; gelingt ihnen das nicht, bekommen sie einen Feuerwaran in ihr Kartendeck. Danach legen alle Spieler ihre ausgelegten Tierkarten auf ihren persönlichen Ablagestapel. Angelockte Tiere in der Auslage werden ersetzt, zudem wird für jedes neu ausgelegte Tier eine Flamme mit dem entsprechenden Wert in den Steinkreis gelegt. Zuletzt wird der Lebensbaum an den neuen Startspieler weitergegeben, und eine neue Runde beginnt.

### Spielende
Das Spiel endet sofort, wenn nach einer Runde mindestens ein Spieler eine der drei möglichen Siegoptionen aufzeigen kann:
- er hat 12 unterschiedliche Bäume gepflanzt.
- er hat 12 Brände gelöscht
- er hat 12 Heilige Blumen gesammelt.

Bei allen drei Optionen werden die jeweiligen Bonus-Plättchen, die der Spieler zu dem Zeitpunkt besitzt, mitgezählt. Wenn mehrere Spieler eine oder mehrere der Siegbedingungen erfüllen, ermitteln sie jeweils die Gesamtzahl ihrer Flammen, Bäume und Heiligen Blumen. Es gewinnt dann der Spieler mit der höchsten Gesamtsumme.

## Living Forest: Kodama
Living Forest: Kodama erschien 2023 als Erweiterung zu dem Spiel mit weiterem Spielmaterial und zusätzlichen Regeln. Als wesentliche neue Elemente werden dabei spezielle Naturgeister, die Kodamas, mit einer speziellen neuen Funktion eingeführt. 

### Spielmaterial
In dem Erweiterungspaket enthalten sind neben der Spielanleitung:
- 32 Spielkarten, davon
  - 4 Start-Kodamas für die vier Spielersets,
  - 10 Tierkarten aus den Stufen 2 und 3,
  - 18 Kodamas, davon je drei Blumen-, Wasser- und Baum-Kodamas
- ein Kodama-Spielplan
- eine Onibi-Spielfigur,
- vier Ergänzungspläne für die Mitspieler,
- ein Baumhalter mit 12 Baum-Plättchen,
- 16 Elemente-Plättchen und
- zwei Steinplättchen.

### Spielregeln
Das Spiel mit der Erweiterung Living Forest: Kodama folgt den Basisregeln des Spiels mit einigen Zusatzregeln, die sich vor allem auf den Einsatz der Kodamas beziehen.
Bei der Spielvorbereitung wird das Grundspiel entsprechend den Basisregeln aufgebaut. Jeder Spieler bekommt einen Wald-Ergänzungsplan, der an das Spielertableau angelegt wird, und je einen Start-Kodama, der in das Start-Kartenset eingemischt wird. Die zusätzlichen Tiere werden in die entsprechenden Kartensets eingemischt und der zusätzliche Baumhalter wird zu den beiden anderen platziert. Der Kodama-Spielplan kommt neben den Steinkreis, die Kodamas werden nach ihrem Typ sortiert und gemischt und danach je einer bis drei Kodamas jeden Typs entsprechend der Spieleranzahl als offener Stapel darauf gelegt. Die Elemente-Plättchen kommen neben den Kodama-Spielplan. Mit den zwei Steineplättchen werden zwei Felder des Steinkreises abgedeckt, danach wird die Onibi-Spielfigur hinter die Figur des Spielers gestellt, der in der ersten Runde zuletzt am Zug ist.
Der Rundenablauf erfolgt entsprechend den Basisregeln. Kodamas, die während der Tierphase aus dem Handdeck ausgelegt werden, haben in dieser keinen Effekt und werden zu den ausliegenden Tieren gelegt. In der Aktionsphase ermittelt der Spieler allerdings zuerst die Anzahl seiner Kodama-Symbole und entsprechend der Anzahl darf er
- für zwei Kodama-Symbole ein Magie-Fragment nehmen,
- für drei Kodama-Symbole ein Element-Plättchen nehmen und neben den Wald legen, und
- für vier Kodama-Symbole eine zusätzliche Aktion ausführen.

Dabei dürfen auch mehrere diese Aktionen ausgeführt werden, wenn entsprechend viele Kodama-Symbole vorhanden sind. Während der Aktionsphase darf der Spieler ein oder mehrere Element-Plättchen einsetzen und bekommt die entsprechenden Elemente einmalig bis zum Ende für seine Aktionen und auch das Rundenende hinzu; danach werden sie abgelegt.
Als neue zusätzliche Aktionsmöglichkeit kann ein Spieler einen Kodama vom Kodama-Spielplan rufen. Dafür benötigt er mindestens die auf der Kodama-Karte angegebene Anzahl von Baumsymbolen, die Kodama-Karte legt er auf seinen Nachziehstapel. Nimmt ein Spieler die letzte Kodama-Karte eines der drei Stapel, wird die Siegbedingung von 13 Symbolen auf 15 erhöht. Weitere Änderungen umfassen:
- auf dem Steinkreis wird die Onibi-Spielfigur wie andere Spielfiguren übersprungen, die neuen Steine ermöglichen die Aktion „Kodama rufen“.
- die neue Tierkarten zeigen jeweils eine Sonderfunktion zu den damit verbundenen Symbolen. Die Karten der Stufe 2 ermöglichen es dem Spieler, bei einer regulären Zweitaktion nochmals dieselbe auszuführen wie die erste und die Karten der Stufe 3 ermöglichen jeweils eine Symbolgebundene Zusatzaktion. D
- die neuen Baumplättchen zeigen neben den bekannten Symbolen jeweils zusätzlich ein Kodama-Symbol. Sie gelten als von allen bisherigen Bäumen verschieden.

Das Spielende entspricht dem des Grundspiels mit den gleichen drei möglichen Siegoptionen, allerdings wird die benötigte Anzahl von 12 auf 13 erhöht. Es kann durch die Aktion „Kodama rufen“ im Spiel passieren, dass die benötigten Anzahlen auf 15 erhöht werden.

## Ausgaben und Erweiterungen
Living Forest wurde von dem dänischen Spieleautor Aske Christiansen entwickelt und 2019 von ihm als Prototyp mit einem Wikingerthema auf der Internationalen Spieltage unter anderem dem französischen Spieleverlag Ludonaute vorgestellt. 2021 erschien das Spiel bei dem Verlag in einer Version auf Französisch und Niederländisch bei dem französischen Spieleverlag Ludonaute. Im selben Jahr erschien es international auf Spanisch, Portugiesisch, Polnisch, Ungarisch und Italienisch, weitere Ausgaben folgten 2022 auf Englisch, Tschechisch, Ukrainisch und Deutsch sowie in einer Version für die nordischen Sprachen Dänisch, Norwegisch, Finnisch und Schwedisch. Auf Deutsch wurde es von Pegasus Spiele in Lizenz von Ludonaute veröffentlicht.
2021 erschienen die beiden Promo-Karten Sanki und Onibi als Mini-Erweiterung zu dem Spiel, für die Pegasus eine deutsche Spielanleitung bereitstellt. Eine größere Erweiterung erschien 2023 mit Living Forest: Kodama, die zusätzliche Regeln und Spielmaterial in das Spiel bringt.

## Rezeption
Das Spiel wurde in zahlreichen Rezensionen überwiegend positiv beschrieben. Der Spielekritiker Harald Schrapers etwa bezeichnete es in seinem Blog games we play als „taktisch-strategisch durchaus herausfordernd, denn die drei unterschiedlichen Siegespfade müssen durchdacht angegangen werden.“ Udo Bartsch schrieb zu dem Spiel: „Living Forest ist toll verzahnt, sehr spannend und erstaunlich variabel. (…) Sehr viele zusammengemixte Mechanismen lassen in Living Forest etwas Neuartiges entstehen, das sich auch nach vielen Partien immer noch frisch anfühlt und neugierig auf mehr macht.“ In der Rezension seines Kollegen Holger Trazcinsky in der spielbox gibt Bartsch dem Spiel 8 von 10 möglichen Punkten, von Schrapers bekommt das Spiel 9 Punkte. Trazcinsky selber bewertet das Spiel ebenfalls mit 8 der 10 möglichen Punkte und lobt, dass Living Forest „in den unterschiedlichen Ebenen vom einfach zu erlernenden Familienspiel bis hin zum Kennerspiel mit harten Bandagen funktioniert, Spaß macht“ und ihn „anspricht“. Eike Risto stellte das Spiel im August 2022 beim WDR 2 als „schönes Taktikspiel, bei dem mehrere Wege zum Sieg führen“ vor und empfiehlt es vor allem für Spieler, die „taktisches Handeln lieber [mögen] als strategisches Planen, ein gutes Auge für Gelegenheiten mitbring[en] und bereit [sind], im richtigen Moment alles auf eine Karte zu setzen“ schätzen.
Das Spiel gewann 2022 den As d’Or – Jeu de l’Année Prix in der Kategorie (Insider/Initié) und wurde als Kennerspiel des Jahres ausgezeichnet.
Die Jury des Spiel des Jahres schrieb dazu:

„Drei zentrale Faktoren machen den Nervenkitzel und Reiz von ‚Living Forest‘ aus: Das spannende Wettrennen auf zwölf Punkte, das riskante Zocken beim Kartenaufdecken und die hohe Interaktion mit den Mitspielenden. Besonders motivierend sind die drei unterschiedlichen Siegbedingungen, die für einen hohen Wiederspielreiz sorgen und je nach Spielverlauf für eine sich stets veränderte Dynamik sorgen.“

## Belege
1. 1 2 3 4 5 6 7 8 9 10 11  
Offizielle Spielregeln für Living Forest, Pegasus Spiele 2022.
2. 1 2  
Living Forest: Kodama in der Spieledatenbank BoardGameGeek (englisch); abgerufen am 21. Mai 2023.
3. 1 2 3 4 5 6 7  
Offizielle Spielregeln für Living Forest: Kodama, Pegasus Spiele 2023.
4. ↑  
Andreas Becker: Kennerspiel des Jahres: Living Forest. In: spielbox 4/2022, August 2022; S. 18–19.
5. ↑  
Versionen von Living Forest in der Spieledatenbank BoardGameGeek (englisch); abgerufen am 9. Juli 2022.
6. ↑  
Living Forest: Sanki & Onibi promo cards in der Spieledatenbank BoardGameGeek (englisch); abgerufen am 9. Juli 2022.
7. ↑  
Offizielle Spielregeln für die Erweiterung Living Forest: Sanki und Onibi, Pegasus Spiele 2022.
8. ↑  
Harald Schrapers: Living Forest, Rezension auf dem Blog „games we play“, 28. November 2019; abgerufen am 9. Juli 2022.
9. ↑  
Udo Bartsch: Living Forest, Rezension auf dem Blog „Rezensionen für Millionen“, 4. Mai 2022; abgerufen am 9. Juli 2022.
10. 1 2  
Holger Trazcinsky: Living Forest: Der Feuerwaran im Schafspelz. Vorstellung in der spielbox 3/2022, Mai 2022; S. 10–11.
11. ↑  Living Forest – Wächter des Waldes bei WDR 2 Spiele; abgerufen am 28. September 2022.
12. 1 2  
Living Forest auf der Website des Spiel des Jahres e.V.; abgerufen am 9. Juli 2022.